# Ефимов, Василий Мефодьевич
Василий Мефодьевич Ефимов (1919-1954) — младший сержант Рабоче-крестьянской Красной Армии, участник Великой Отечественной войны, Герой Советского Союза (1944).

## Биография
Родился 25 августа 1919 года в селе Красный Яр (ныне — Уссурийский городской округ Приморского края). Получил неполное среднее образование, после чего работал водителем в совхозе. 
В 1939—1940 годах проходил службу в Рабоче-крестьянской Красной Армии. В 1942 году повторно был призван в армию и направлен на фронт Великой Отечественной войны. К октябрю 1943 года гвардии младший сержант Василий Ефимов был водителем боевой установки «БМ-13» 315-го гвардейского миномётного полка 37-й армии Степного фронта. Отличился во время битвы за Днепр.
Во время боёв на плацдарме на западном берегу Днепра в районе села Мишурин Рог Верхнеднепровского района Днепропетровской области Украинской ССР 30 сентября — 19 октября 1943 года 14 раз выводил своё орудия на прямую наводку, подбив два танка, одно штурмовое орудие и две автомашины. За период боевых действий с 5 июля по 20 октября 1943 года Ефимов произвёл 107 залпов, уничтожив 16 танков и большое количество солдат и офицеров противника.
Указом Президиума Верховного Совета СССР «О присвоении звания Героя Советского Союза офицерскому, сержантскому и рядовому составу Красной Армии» от 22 февраля 1944 года за «образцовое выполнение боевых заданий командования при форсировании реки Днепр, развитие боевых успехов на правом берегу реки и проявленные при этом отвагу и геройство» был удостоен высокого звания Героя Советского Союза с вручением ордена Ленина и медали «Золотая Звезда» за номером 2710.
После окончания войны был демобилизован. Проживал в городе Уссурийске Приморского края, работал водителем управления «Дальолово». Трагически погиб в автокатастрофе 25 июля 1954 года. Первоначально был похоронен на кладбище посёлка сахарного завода, в 1965 году перезахоронен на городском кладбище Уссурийска.
Был также награждён орденом Красной Звезды и рядом медалей.

## Память
- В его честь названа улица в селе Утёсное Уссурийского городского округа[1].
- Его имя также носит одна из улиц Уссурийска[3].
- Имя воина-водителя, Героя Советского Союза Ефимова В. М. увековечено на стене памяти Уссурийского высшего военного автомобильного командного училища.